# Palinòdia
Una palinòdia (del grec πάλιν, 'palin' ', darrere i ὠδή, 'ôdê', cant) és la part d'un text, normalment la conclusió, en què l'autor revoca voluntàriament tot el que ha provat de demostrar en el descabdellament. Aquest efecte s'utilitza en literatura, teatre o poesia.
Tot el text és una palinòdia si contradiu un primer text del mateix autor. El segon text pot seguir directament el primer o diferir-ne (es torna al teatre, al discurs se n'hi intercala un altre i es reprèn).
D'una manera general, una palinòdia significa contradir o més àmpliament qualsevol forma de retracció o desautorització del que s'ha dit.